# Isaac d'Antioche (intrus)
Isaac (vers 755) est considéré comme un intrus par la tradition syro-orthodoxe..
Il aurait été le premier patriarche à être imposé par le pouvoir exécutif en la personne d'Abû Ja'far al-Mansûr qui avait commandé la Jazîra avant de devenir calife en novembre 754. Ancien moine de Qartmîn, il était devenu évêque de Harrân, la capitale de la Jazîra avec l'appui dudit gouverneur et aussi celui du métropolite de la province ecclésiastique de Jazîra, Athanase Sandalaya. Après la mort d'Iwannis en octobre 754, il fut élu de force au cours d'un synode à Ra's al-'Ayn et muni d'un diplôme califal, le premier du genre. Il aurait réussi à séduire les gouverneurs temporels et spirituels de la Haute-Mésopotamie du fait de ses connaissances magiques et médicales. Selon les chroniques syriaques, en découvrant son incompétence, al-Mansûr fut tellement furieux qu'il le fit étrangler et jeter dans l'Euphrate. Selon la chronique de Zuqnîn, c'est parce qu'il ne dirigea l'Église que quelques mois qu'il n'eut pas le temps d'asseoir son autorité, notamment en Syrie, très hostile politiquement et ecclésiologiquement à la Jazîra. Athanase lui succéda finalement.